# Artur Kapp
Artur Kapp (Suure-Jaani, 28 februari 1878 – aldaar, 14 januari 1952) was een Estisch componist, organist en muziekpedagoog. Hij is de bekendste vertegenwoordiger van de componistenfamilie Kapp. Hij geldt naast Rudolf Tobias als de grondlegger van de op Europese leest geschoeide, zelfstandige Estische muziektraditie. Zijn belangrijkste werk is zijn oratorium Hiiob (Job). 

## Levensloop
De familie Kapp speelde een centrale rol in het muzikale leven van Suure-Jaani, een kleine plaats in de provincie Viljandi. Zijn eerste muziekles kreeg hij van zijn vader Joosep Kapp. De familie zou later ook de componisten Eugen (1908–1996) en Villem Kapp (1913–1964) voortbrengen, respectievelijk de zoon en een neef van Artur. 
Artur Kapp kreeg zijn muziekopleiding aan het conservatorium van Sint-Petersburg: hij studeerde orgel bij Louis Homilius (tot 1898) en compositie bij Nikolaj Rimski-Korsakov (tot 1900). Hij was een van de eerste Estische componisten die de opleiding voortbracht. Hij ging aanvankelijk in Sint-Petersburg werken en trad in 1904 als directeur in dienst van de muziekschool van Astrachan. Hij zou tot 1920 in deze stad aan de Kaspische Zee blijven werken. Zijn zoon Eugen werd hier geboren.
In 1920 kwam hij terug naar Estland, waar hij docent compositie werd aan het kort daarvoor gestichte conservatorium van Tallinn. In 1925 werd hij tot professor benoemd. Tot zijn leerlingen behoren naast zijn zoon Eugen Evald Aav, Riho Päts, Enn Vörk, Gregor Konrad Heuer, Edgar Arro en Alfred Karindi. Zij schreven vooral koormuziek. Daarnaast was hij tussen 1920 en 1924 als dirigent verbonden aan het theater Estonia en was hij actief als organist. Hij verwierf bekendheid met zijn virtuoze orgelspel en improvisatiekunst.
Artur Kapp is de maker van de eerste Estische ouverture (Don Carlos, 1899) en de eerste Estische cantate (Paradiis ja Peri, 1900). Daarnaast schreef hij onder meer vijf symfonieën en twee orgelconcerten, koormuziek en liederen. Zijn grootschalige oratorium Hiob schreef hij tussen 1926 en 1929. Het ging in 1931 in Tallinn in première. 
Sinds 2001 is vanuit Estland het Internationale Artur Kapp-genootschap actief.

## Composities

### Werken voor orkest
- 1898 Symfonietta voor orkest
- 1899 Ouverture "Don Carlos" voor orkest
- 1902 Sérénade triste voor orkest
- 1906-1912 Suite no. 1 "eesti rahvaviisidest"
  1. Andante
  2. Allegro vivace - Scherzo
  3. Andante con moto – Teema ja variatsioonid
  4. Moderato sostenuto – Finaal
- 1917 Hauad symfonisch präludium
- 1918 Prelude voor cello en orkest
- 1924 Symfonie no. 1 in f (Quasi una fantasia)
  1. Moderato
  2. Adagio
  3. Andante. Variatsioonid vanale eesti teemale ja finaal
- 1925 Symfonisch gedicht
- 1930 Suite no. 2 "eesti runoviisidele"
- 1934 Concert No. 1 F-groot over "E-A-B-Es" voor orgel en orkest
- 1935 Fugato ja Andante cantabile voor strijkorkest
- 1936 Suite no. 3 "Satiiriline"
  1. Igavus
  2. Ükskõiksus
  3. Kõrkus
  4. Laiskus
  5. Jonnakus
  6. Auahnus
  7. Lepitus
- 1939 Symfonisch allegro variaties
- 1940 Toccata voor orkest
- 1942 Fantasie over BACH voor viool en orkest
- 1944 Concertrhapsodie D-groot voor piano en orkest
- 1945 Concert c-klein voor klarinet, hoorn en orkest
  1. Allegro
  2. Andante molto
  3. Vivace
- 1945 Symfonie no. 2 b-klein
  1. Andante moderato
  2. Allegro molto
  3. Andante
  4. Moderato maestoso
- 1946 Concert no. 2 c-klein voor orgel en orkest
  1. Andante molto
  2. Allegro vivo
  3. Maestoso. Moderato alla toccata
- 1946 Concert g-klein voor cello en orkest
- 1947 Suite no. 4
  1. Andante
  2. Allegro
  3. Moderato
  4. Andantino (Pjotr Tšaikovski mälestuseks)
  5. Capriccioso
- 1947 Ouverture "Peole" voor orkest
- 1947 Symfonie no. 3 cis-klein
- 1948 Symfonie no. 4 "Noortesümfoonia"
  1. Moderato. Allegro
  2. Andante con variazioni
  3. Andante
  4. Allegro moderato
- Concert voor blazersseptet (fluit, hobo, 2 klarinetten, 2 fagotten, hoorn) en strijkorkest
  1. Moderato
  2. Andante pastorale
  3. Allegro moderato
- Präludium voor cello en orkest
- Variatsioonid voor orkest

### Werken voor harmonieorkest
- 1925 Isamaa ilu hoieldes
- 1929 Eesti marss
- 1936 Neli marssi
- 1946 Sakalamaa
- 1946 Suure-Jaani mars
- Langenute mälestuseks

### Missen, cantates en geestelijke muziek
- 1900 Paradiis ja Peri (Paradise and Peri) cantate
- 1912 Päikesele cantate tenor, gemengd koor, orgel en orkest - tekst: Mihkel Veske
- 1919/1926 Ärka, rahvas cantate voor gemengd koor en orkest - tekst: Eduard Wöhrmann
- 1929 Hiob (Job) Bijbels oratorium voor solisten (mezzosopraan, bariton, bas, bas), gemengd koor, orgel en orkest - tekst: Julius Kaljuvee naar teksten uit de bijbel
- 1951 Symfonie nr. 5 in c - cantate-symfonie "Vrede" (Rahu) voor mezzosopraan, gemengd koor en orkest
  1. Introduktsioon
  2. Allegro. Me võitleme rahu eest
  3. Moderato. Päike paistab meie õue
  4. Finaal. Rahu võidab sõja

### Vocale muziek met orkest of instrumenten
- 1921 Vaimulik aaria “Ole mulle armuline” voor sopraan of tenor en orgel - tekst: uit Psalm 57
- 1938 Vaimulik aaria “Mu hing, kiida Jehoovat” voor mezzosopraan of bariton, cello en orgel - tekst: uit Psalm 103
- 1942 Mu hing, kiida Jehoovat voor sopraan, cello en orgel
- 1944 Vaimulik aaria "On tõesti õnnis iga mees" - Psalm 128 voor bas en orgel
- 1949 Uus künd voor zang en piano - tekst: Paul Rummo
- 1949 Õnn voor zang en piano - tekst: Karl Eduard Sööt

### Werken voor koor
- 1920 Kevade laul voor kinderkoor en piano - tekst: Lydia Koidula
- 1925 Vastlalaul voor kinderkoor en piano - tekst: Jakob Hurt
- 1925 Hommikul voor kinderkoor en piano - tekst: Ado Reinvald
- 1936 Sind armastame, kodumaa voor gemengd koor - tekst: Peeter Grünfeldt
- 1937 Põhjamaa lapsed voor gemengd koor - tekst: Anna Haava
- 1937 Kõnnin, pillimehed ühes voor mannenkoor - tekst: Sándor Petőfi
- 1949 Kui kotka tiivul voor mannenkoor - tekst: Martin Lipp

### Kamermuziek
- 1898 Sonata voor viool en piano
- 1905 Viimne piht (Letzte Beichte) voor viool en orgel
- 1915 Andante religioso voor viool of cello of hoorn en orgel
- 1918 Kwintet voor strijkers
- 1926/1943 Aaria voor viool en orgel
- 1936 Trio voor viool, cello en orgel 
  1. Andante con moto
  2. Allegro moderato. Allegro
  3. Andante con moto
- 1951 Sextet voor strijkers
- 1951 Septet voor blazers (fluit, hobo, 2 klarinetten, 2 fagotten, hoorn)
- Andante molto voor klarinet en orgel

### Werken voor orgel
- 1896 Sonata no. 1 f-klein voor orgel
  1. Allegro moderato
  2. Adagio con moto
  3. Fuga con finale
- 1897 Prelude en fuga "Mu süda" voor orgel
- 1902 Koraalvariaties “Su poole Issand, südamest”
- 1932 Toccata
- 1932 Koraalfantasia "Nüüd paistab meile kauniste”
- 1932 Koraalvoorspel "Issand oma viha sees"
- 1932 Koraalvoorspel "Oh Jeesus, sinu valu"
- 1932 Koraalvoorspel “Sind, Jumal, kõik me kiidame”
- 1932 Koraalvoorspel “Armas Jeesus, armastaja”
- 1932 Koraalvoorspel “Minu süda, rõõmustele!”
- 1933 Koraalvoorspel “Üks kindel linn ja varjupaik”
- 1942 Prelude voor orgel
- 1948 Sonata no. 2 D-groot voor orgel  
  1. Moderato Matines
  2. Andante tranquillo, pastorale
  3. Moderato

### Werken voor piano
- 1923 Saraband
- 1935 Variaties over "Vares, vaga linnukene"
- 1936 Etude in Es-groot
- 1938 Gavott
- 1942 Viis albumilehte
- Chromatische Etude